# 多斑杜鹃
多斑杜鹃（学名：Rhododendron kendrickii）为杜鹃花科杜鹃花属下的一个种。

## 扩展阅读
- 維基物種上的相關：多斑杜鹃